# Třída Lapwing
Třída Lapwing (jinak též třída Bird) byla třída oceánských minolovek Námořnictva Spojených států amerických z doby první světové války. Celkem bylo postaveno 54 těchto minolovek. Mezi válkami jich byla část upravena pro plnění jiných úkolů (nosiče hydroplánů, záchranné a výzkumné lodě). Opět byly nasazeny za druhé světové války, přičemž během japonské invaze na Filipíny jich bylo několik ztraceno. Po válce byly vyřazeny.

## Stavba

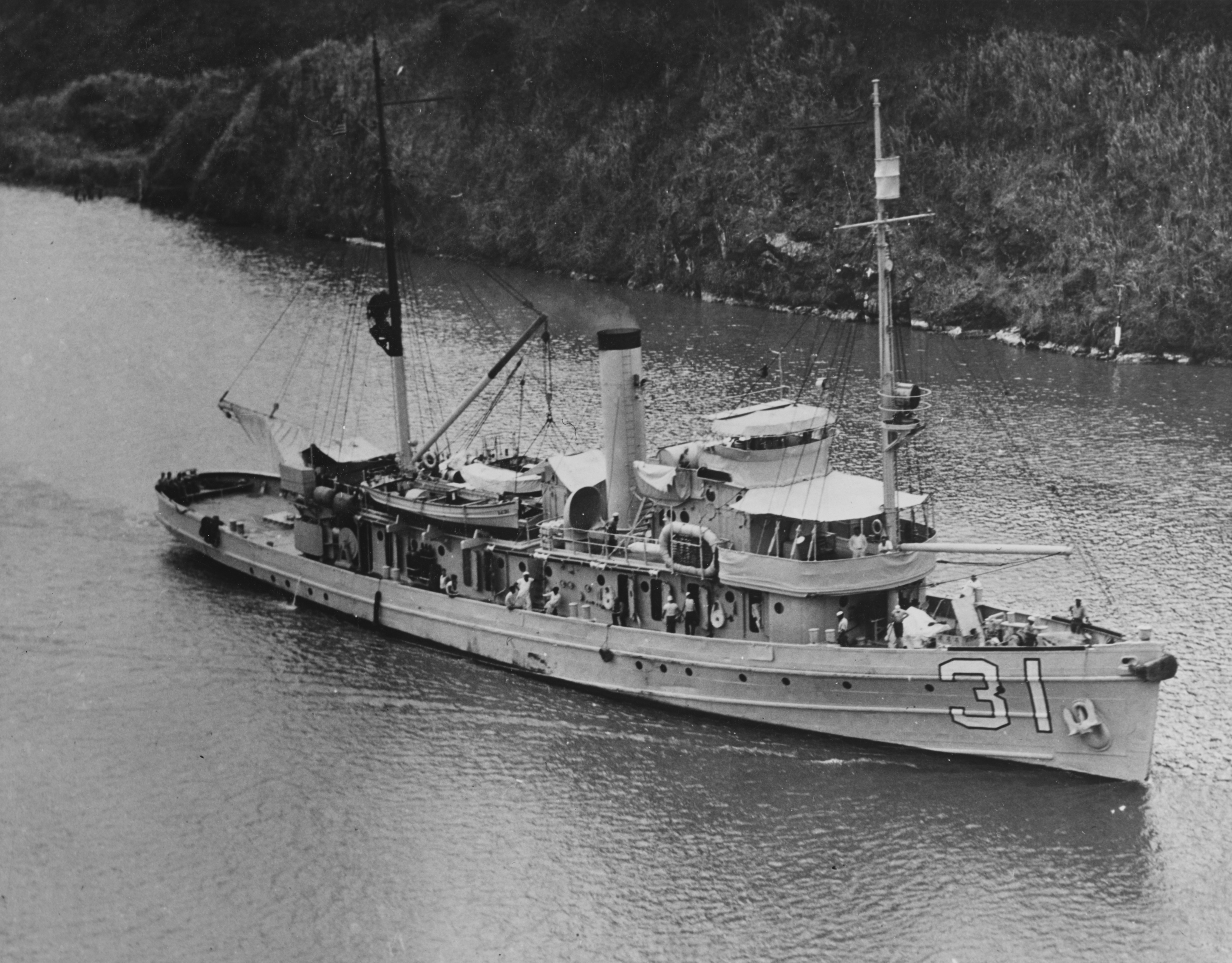
Minolovka USS Tern (AM-31)

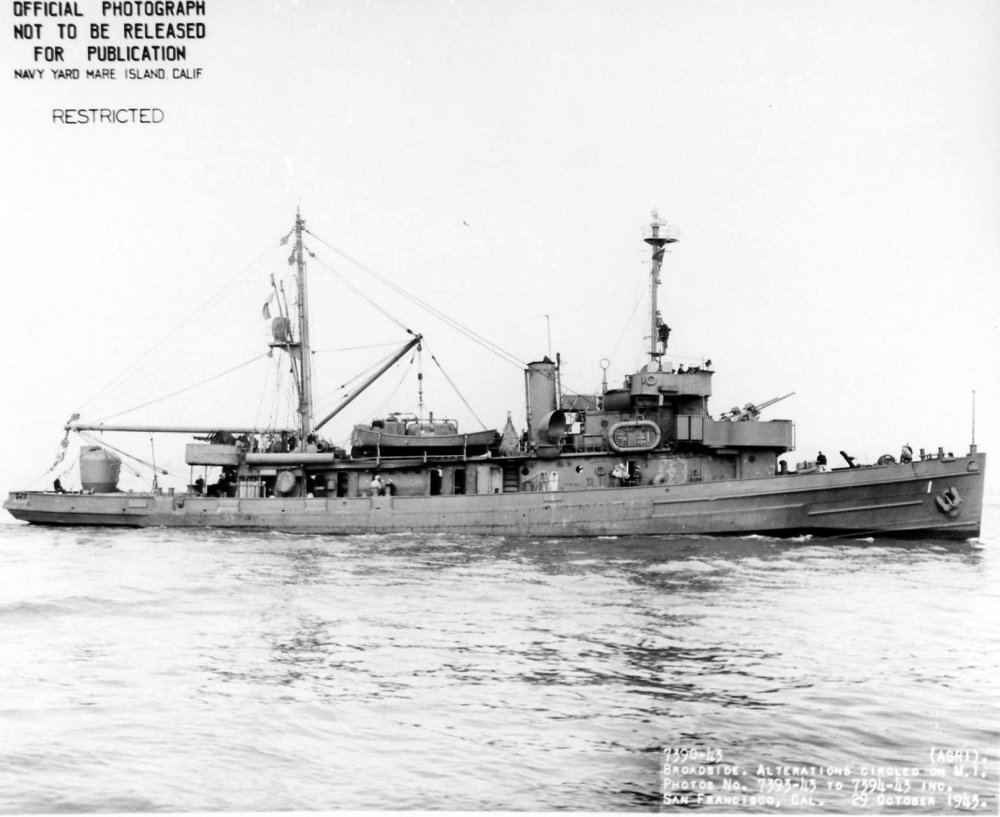
USS Widgeon (ASR-1) jako záchranná loď ponorek

Minolovky byly vyvinuty v roce 1916. V letech 1917–1920 jich bylo postaveno celkem 54 kusů. Na stavbě se podílelo celkem 12 amerických loděnic: Todd Shipbuilding v Brooklynu (10), Staten Island Shipbuilding v Port Richmondu (8), Baltimore Shipbuilding (7), Gas Engine & Power v Morris Heights (5), Standard Shipbuilding v Shooters Island (4), Chester Shipbuilding (4), Philadelphia Navy Yard ve Filadelfii (4), Sun Shipbuilding v Chesteru (3), Alabama Shipbuilding & DD v Mobile (3), Pusey & Jones ve Wilmingtonu (2), Puget Sound Navy Yard v Bremertonu (2), New Jersey DD & T, Gloucester City (2).

## Konstrukce
Plavidla byla vyzbrojena dvěma 76mm kanóny a dvěma 7,7mm kulomety. Dále nesla minolovné traly, případně mohla sloužit i ke kladení min. Pohonný systém měl výkon 1400 hp. Tvořil jej jeden parní stroj s trojnásobnou expanzí (VTE) a dva kotle Babcock & Wilcox, pohánějící jeden lodní šroub. Nejvyšší rychlost dosahovala 13,5 uzlů. Dosah byl 6850 námořních mil při 8 uzlech.
V letech 1942–1943 výzbroj všech plavidel posílily čtyři protiletadlové 20mm kanóny Oerlikon, přičemž nosiče hydroplánů dostaly ještě dva vrhače hlubinných pum.

## Operační služba

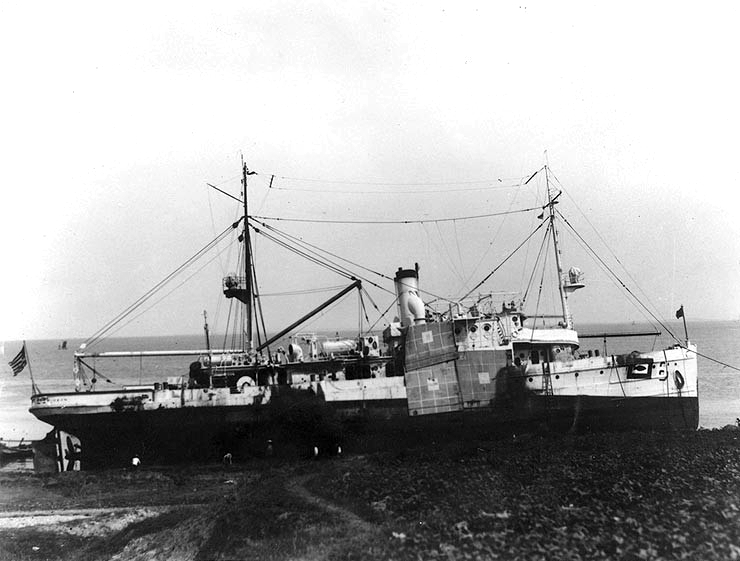
Záchranné práce na ztroskotaném USS Pigeon (ASR-6)

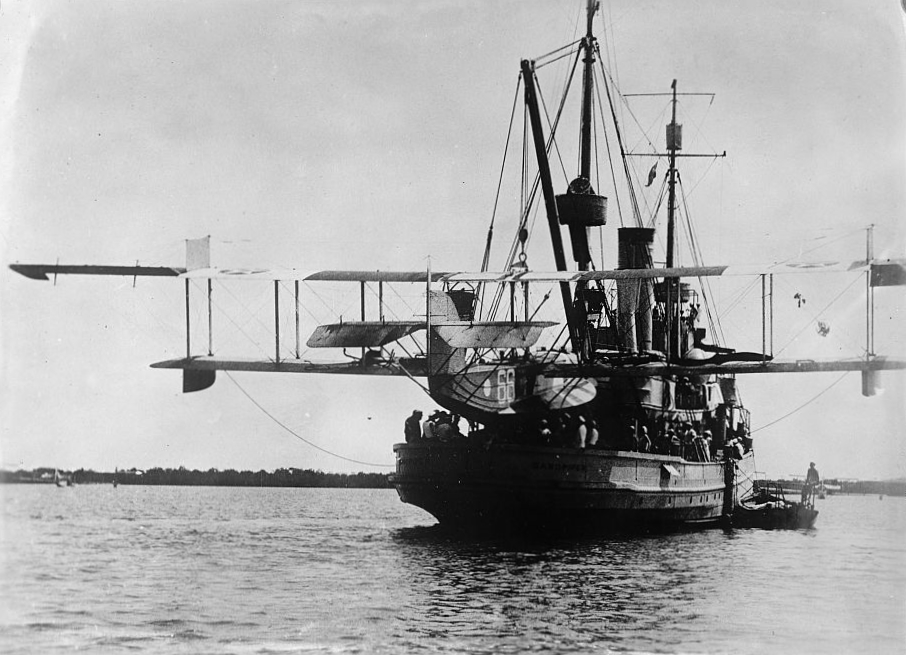
USS Sandpiper jako nosič hydroplánů

Minolovky byly do služby přijaty za první světové války. V meziválečné době byla řada plavidel přestavěna, nebo využívána pro plnění jiných úkolů (majákové lodě, tendry ponorek, nosiče hydroplánů, záchranné a výzkumné lodě). V letech 1922–1923 byly Osprey (přejmenován na Pioneer), Flamingo (Guide) a Auk upraveny na výzkumné lodě. Roku 1924 byl Redwing převeden jako remorkér (WAT-48) k americké pohraniční stráži. Roku 1929 byly Widgeon, Falcon, Chewink, Mallard, Ortolan a Pigeon upraveny na záchranné lodě ponorek (ASR). Lapwing, Heron, Thrush, Avocet, Teal, Pelican, Swan, Gannet a Sandpiper byly roku 1936 upraveny na nosiče hydroplánů (AVP). Především byly zbaveny minolovného vybavení. Warbler a Willet byly roku 1941 upraveny na záchranné lodě (ARS). Roku 1942 bylo 17 plavidel převedeno mezi remorkéry. Plavidla třídy Lapwing byla nasazena i za druhé světové války. Několik jich bylo ztraceno během japonské invaze na Filipíny. Po válce byly vyřazeny.
Ve službě bylo z různých důvodů ztraceno celkem 11 plavidel:
- USS Cardinal (AM-6) – Dne 6. června 1923 ztroskotala u ostrova Chirikof poblíž Dutch Harboru na Aleutách.[2]
- USS Curlew (AM-8) – Dne 15. prosince 1925 ztroskotala v Panamě (Point Mosquito).[3]
- USS Sanderling (AM-37) – Dne 26. června 1937 byla v Pearl Harboru převedena do rezervy, potopila se během vlečení.[4]
- USS Swallow (AM-4) – Dne 19. února 1938 ztroskotala u aleutského ostrova Kanaga.[5]
- USS Peacock (AM-46) – Dne 24. srpna 1940 se potopila po srážce s norskou obchodní lodí SS Hindanger.[6]
- USS Penguin (AM-33) – Dne 8. prosince 1941 byla na Guamu poškozena náletem a potopena, aby nebyla ukořistěna Japonci.[7]
- USS Bittern (AM-36) – Dne 10. prosince 1941 byla těžce poškozena náletem na loděnici Cavite a následně byla potopena v manilské zátoce u ostrova Corregidor.[8]
- USS Tanager (AM-5) – Dne 4. května 1942 byla potopena v Manile.[1]
- USS Finch (AM-9) – V dubnu 1942 poblíž Corregidoru poškozena bombou, 10. dubna 1942 opuštěna a potopena, roku 1943 zařazena do japonského námořnictva jako hlídkový člun 103-go. Dne 12. ledna 1945 byla v Indočíně potopena letouny ze svazu TF 38.[9]
- USS Quail (AM-15) – Dne 6. května 1942 byla poblíž Corregidoru potopena japonskou palbou a bombardováním.[10]
- USS Gannet (AVP-8, ex AM-41) – Dne 7. června 1942 byla v oblasti Bermudských ostrovů potopena německou ponorkou U-653.[1]